# Lijst van rijksmonumenten in Wageningen
Deze lijst vormt een overzicht van rijksmonumenten in Wageningen. 59 gebouwen en/of archeologische locaties in Wageningen hebben de status van rijksmonument.
De ligging van gemeentelijke en rijksmonumenten is aangegeven op een kaart door de gemeente Wageningen
| Object                                                                  | Oorspronkelijke functie?             | Bouwjaar                                                                                   | Architect                              | Locatie                                          | Coördinaten?                  | Nr.?   | Afbeelding            |
| ----------------------------------------------------------------------- | ------------------------------------ | ------------------------------------------------------------------------------------------ | -------------------------------------- | ------------------------------------------------ | ----------------------------- | ------ | --------------------- |
| Pand met ruime kruisgewelfkelder                                        | Kruisgewelfkelder                    | eerste helft 16e eeuw                                                                      |                                        | Bowlespark 1A                                    | 51° 57' 53" NB, 5° 39' 56" OL | 38204  | Meer afbeeldingen     |
| Huis "Over-Engh"                                                        | Woonhuis                             | 1852                                                                                       |                                        | Churchillweg 1-3                                 | 51° 58' 14" NB, 5° 40' 8" OL  | 38205  | Huis "Over-Engh"      |
| Dijkstoelhuis                                                           | Woonhuis                             | 1859                                                                                       | A. van der Steur                       | Grebbedijk 4                                     | 51° 57' 45" NB, 5° 39' 32" OL | 38206  | Meer afbeeldingen     |
| De Rijnschans                                                           | Woonhuis                             | 19e eeuw                                                                                   |                                        | Grebbedijk 12                                    | 51° 57' 23" NB, 5° 38' 43" OL | 38208  | Meer afbeeldingen     |
| Poortgebouw                                                             | Poortgebouw                          | 1850                                                                                       |                                        | Generaal Foulkesweg 19                           | 51° 58' 3" NB, 5° 40' 22" OL  | 38209  | Meer afbeeldingen     |
| Huis Hinkeloord                                                         | "Kasteel, buitenplaats"              | 1855-1856                                                                                  |                                        | Generaal Foulkesweg 64                           | 51° 57' 58" NB, 5° 40' 49" OL | 38210  | Meer afbeeldingen     |
| Israëlitische begraafplaats                                             | Begraafplaats                        | 1668 (stichting) 1929 (sluiting                                                            |                                        | Generaal Foulkesweg bij 14                       | 51° 58' 1" NB, 5° 40' 11" OL  | 38211  | Meer afbeeldingen     |
| De Vlijt                                                                | Industrie- en poldermolen            | 1879                                                                                       |                                        | Harnjesweg 54                                    | 51° 58' 16" NB, 5° 40' 16" OL | 38212  | Meer afbeeldingen     |
| Herenhuis                                                               | Woonhuis                             | 19e eeuw (met gebruikmaking van oudere bouwdelen)                                          |                                        | Herenstraat 1                                    | 51° 57' 51" NB, 5° 39' 53" OL | 38213  | Meer afbeeldingen     |
| Herenhuis                                                               | Woonhuis                             | 19e eeuw (met gebruikmaking van oudere bouwdelen)                                          |                                        | Herenstraat 3                                    | 51° 57' 51" NB, 5° 39' 53" OL | 38214  | Meer afbeeldingen     |
| Herenhuis                                                               | Woonhuis                             | 19e eeuw (met gebruikmaking van oudere bouwdelen)                                          |                                        | Herenstraat 5-7                                  | 51° 57' 52" NB, 5° 39' 53" OL | 38215  | Meer afbeeldingen     |
| Monumentaal blok herenhuizen                                            | Woonhuis                             | circa 1860                                                                                 |                                        | Herenstraat 23-25                                | 51° 57' 57" NB, 5° 39' 53" OL | 38216  | Meer afbeeldingen     |
| onderdeel Rozendaelse huizen                                            | Woonhuis                             | 1738-1739                                                                                  | C. Coninck                             | Herenstraat 6                                    | 51° 57' 54" NB, 5° 39' 54" OL | 38218  | Meer afbeeldingen     |
| onderdeel Rozendaelse huizen                                            | Woonhuis                             | 1738-1739                                                                                  | C. Coninck                             | Herenstraat 8                                    | 51° 57' 54" NB, 5° 39' 54" OL | 38219  | Meer afbeeldingen     |
| onderdeel Rozendaelse huizen                                            | Woonhuis                             | 1738-1739                                                                                  | C. Coninck                             | Herenstraat 10                                   | 51° 57' 55" NB, 5° 39' 54" OL | 38220  | Meer afbeeldingen     |
| onderdeel Rozendaelse huizen                                            | Woonhuis                             | 1738-1739                                                                                  | C. Coninck                             | Herenstraat 12                                   | 51° 57' 55" NB, 5° 39' 54" OL | 38221  | Meer afbeeldingen     |
| onderdeel Rozendaelse huizen                                            | Woonhuis                             | 1738-1739                                                                                  | C. Coninck                             | Herenstraat 14                                   | 51° 57' 55" NB, 5° 39' 54" OL | 38222  | Meer afbeeldingen     |
| Pand met eenvoudige klokgevel                                           | Werk-woonhuis                        | omstreeks 1750                                                                             |                                        | Hoogstraat 32                                    | 51° 57' 57" NB, 5° 39' 48" OL | 38223  | Meer afbeeldingen     |
| Nudenoord                                                               | Woonhuis                             | rond 1820                                                                                  |                                        | Lawickse Allee 71                                | 51° 57' 35" NB, 5° 38' 33" OL | 38224  | Meer afbeeldingen     |
| Klok in Toren Grote Kerk                                                | Kerk en kerkonderdeel                | 1542                                                                                       |                                        | Markt 3                                          | 51° 57' 54" NB, 5° 39' 46" OL | 38225  | Meer afbeeldingen     |
| Grote Kerk                                                              | Kerk en kerkonderdeel                | 1450, 1525, 1850                                                                           |                                        | Markt 1                                          | 51° 57' 53" NB, 5° 39' 45" OL | 38226  | Meer afbeeldingen     |
| Waag                                                                    | Handel en kantoor                    | 1847                                                                                       | S.A. Fijnebuik                         | Niemeijerstraat 1                                | 51° 57' 52" NB, 5° 39' 51" OL | 38227  | Meer afbeeldingen     |
| Tuinkoepel op stadsmuur                                                 | "Tuin, park en plantsoen"            | Omstreeks 1800                                                                             |                                        | Bij Niemeijerstraat 21                           | 51° 57' 49" NB, 5° 39' 49" OL | 38228  | Meer afbeeldingen     |
| Latijnse School                                                         | Onderwijs en wetenschap              | 1746, 1850 (verb.), 1881 (verb.)                                                           |                                        | Molenstraat 8-16                                 | 51° 57' 59" NB, 5° 39' 55" OL | 38229  | Meer afbeeldingen     |
| Stadhuis                                                                | Bestuursgebouw en onderdl            | 1698 (verb. tot stadhuis), 1862 (vern./uitb.), 1890 (bordes), 1922 (uitb.) en 1977 (uitb.) | Isaac van den Heuvel (1698)            | Markt 22                                         | 51° 57' 52" NB, 5° 39' 47" OL | 38230  | Meer afbeeldingen     |
| Boerenhuis                                                              | Boerderij                            | rond 1700                                                                                  |                                        | 5 Mei Plein 13                                   | 51° 58' 2" NB, 5° 40' 3" OL   | 38231  | Boerenhuis            |
| Boerenhuis                                                              | Woonhuis                             | rond 1700                                                                                  |                                        | 5 Mei Plein 12                                   | 51° 58' 2" NB, 5° 40' 3" OL   | 38232  | Boerenhuis            |
| Herenhuis                                                               | Woonhuis                             | 1847                                                                                       | S.A. Fijnebuik                         | Waagstraat 4-8                                   | 51° 57' 52" NB, 5° 39' 51" OL | 38233  | Meer afbeeldingen     |
| Graf De Constant Rebecque en restanten kerkje                           | Begraafplaats en -onderdl            | Volle Middeleeuwen en 1894                                                                 |                                        | nabij Westbergweg                                | 51° 57' 56" NB, 5° 41' 4" OL  | 38234  | Meer afbeeldingen     |
| Fragment stadsmuur                                                      | "Fort, vesting en -onderdl"          | eind 16e eeuw                                                                              |                                        | Park bij Molenstraat                             | 51° 57' 59" NB, 5° 39' 56" OL | 38235  | Meer afbeeldingen     |
| Fragmenten stadsmuur                                                    | Stadsmuur                            | eind 16e eeuw                                                                              |                                        | Boterstraat bij 26                               | 51° 57' 48" NB, 5° 39' 47" OL | 38236  | Meer afbeeldingen     |
| Bastion                                                                 | "Fort, vesting en -onderdl"          |                                                                                            |                                        | Plantsoen bij 3                                  | 51° 58' 2" NB, 5° 39' 40" OL  | 38237  | Meer afbeeldingen     |
| Stadsgracht                                                             | Gracht                               |                                                                                            |                                        | Centrum                                          | 51° 57' 59" NB, 5° 39' 38" OL | 38238  | Meer afbeeldingen     |
| Rondeel Nudepoort                                                       | "Fort, vesting en -onderdl"          | 16e eeuw , 1969 (rest.)                                                                    |                                        | Nudestraat tegenover 1                           | 51° 57' 51" NB, 5° 39' 39" OL | 38239  | Meer afbeeldingen     |
| Vier grafheuvels                                                        | Archeologisch monument               | Neolithicum, Bronstijd en/of IJzertijd                                                     |                                        | Oranje Nassau’s Oord naast Ritzema Bosweg        | 51° 58' 5" NB, 5° 42' 10" OL  | 46179  | Meer afbeeldingen     |
| Twee grafheuvels                                                        | Archeologisch monument 2 Grafheuvels | Neolithisch/Bronstijd                                                                      |                                        | Dorschkamp                                       | 51° 58' 26" NB, 5° 42' 2" OL  | 46180  | Meer afbeeldingen     |
| Archeologisch terrein Oud-Wageningen                                    | Archeologisch monument               | Volle Middeleeuwen                                                                         |                                        | Westberg/Wageningse Berg                         | 51° 57' 56" NB, 5° 41' 4" OL  | 46181  | Meer afbeeldingen     |
| Grafheuvel                                                              | Archeologisch monument               | Neolithicum                                                                                |                                        | Generaal Foulkesweg achter Stadion FC Wageningen | 51° 57' 59" NB, 5° 41' 51" OL | 47060  | Meer afbeeldingen     |
| Grafheuvel                                                              | Archeologisch monument Grafheuvel    | Neolithisch/Bronstijd                                                                      |                                        | Keijenbergseweg                                  | 51° 59' 40" NB, 5° 41' 23" OL | 47520  | Meer afbeeldingen     |
| Grafheuvel                                                              | Archeologisch monument               | Neolithicum                                                                                |                                        | Geertjesweg                                      | 51° 58' 60" NB, 5° 42' 54" OL | 47521  | Meer afbeeldingen     |
| Grafheuvel                                                              | Archeologisch monument               | Neolithicum en/of Bronstijd                                                                |                                        | Papenpad                                         | 51° 59' 7" NB, 5° 42' 26" OL  | 47522  | Meer afbeeldingen     |
| Grafheuvel                                                              | Archeologisch monument               | neolithicum                                                                                |                                        | Ritzema Bosweg                                   | 51° 58' 2" NB, 5° 42' 15" OL  | 47523  | Meer afbeeldingen     |
| Huize 'Sint Cunera'                                                     | Woonhuis                             | 16e eeuw (mog. oorsp.), rond 1710 (voorgevel), rond 1740 (uitb.) en 1934 (verb.)           |                                        | Markt 23                                         | 51° 57' 53" NB, 5° 39' 51" OL | 358904 | Meer afbeeldingen     |
| Hotel De Wereld                                                         | Vergadering en vereniging            | 1850                                                                                       |                                        | 5 Mei Plein 1                                    | 51° 58' 4" NB, 5° 40' 8" OL   | 369102 | Meer afbeeldingen     |
| Schip van Blaauw                                                        | Onderwijs en wetenschap              | 1919-1920                                                                                  | Cornelis Blaauw                        | Generaal Foulkesweg 70-72                        | 51° 57' 58" NB, 5° 40' 49" OL | 522204 | Meer afbeeldingen     |
| Laboratorium voor Microbiologie                                         | Onderwijs en wetenschap              | 1919-1920                                                                                  | Cornelis Blaauw                        | Hesselink van Suchtelenweg 4                     | 51° 57' 58" NB, 5° 40' 49" OL | 522205 | Meer afbeeldingen     |
| Tuinmanswoning                                                          | Dienstwoning                         | 1919-1920                                                                                  | Cornelis Blaauw                        | Generaal Foulkesweg 68                           | 51° 57' 58" NB, 5° 40' 49" OL | 522206 | Meer afbeeldingen     |
| 't Venster, Voormalige Rijks HBS: schoolgebouw                          | Onderwijs en wetenschap              | 1896-1897                                                                                  | J. van Lokhorst                        | Wilhelminaweg 1                                  | 51° 57' 59" NB, 5° 40' 21" OL | 522208 | Meer afbeeldingen     |
| 't Venster, Voormalige Rijks HBS: conciergewoning                       | Dienstwoning                         | 1896-1897                                                                                  | J. van Lokhorst                        | Wilhelminaweg 3                                  | 51° 57' 59" NB, 5° 40' 21" OL | 522209 | Meer afbeeldingen     |
| 't Venster, Voormalige Rijks HBS: dependance voor tekenen en gymnastiek | Onderwijs en wetenschap              | 1896-1897                                                                                  | J. van Lokhorst                        | Wilhelminaweg 5                                  | 51° 57' 59" NB, 5° 40' 21" OL | 522210 | Meer afbeeldingen     |
| Houten (prefab) villa                                                   | Woonhuis                             | 1923                                                                                       |                                        | Nassauweg 20                                     | 51° 57' 56" NB, 5° 40' 29" OL | 522211 | Houten (prefab) villa |
| Laboratorium voor Tuinbouwplantenteelt                                  | Onderwijs en wetenschap              | 1923                                                                                       | Cornelis Jouke Blaauw                  | Haagsteeg 4                                      | 51° 58' 22" NB, 5° 39' 15" OL | 522212 | Meer afbeeldingen     |
| De Bovenste Polder                                                      | Steenfabriek                         | 1923                                                                                       |                                        | Aan de Rijn 5                                    | 51° 57' 30" NB, 5° 40' 23" OL | 522213 | Meer afbeeldingen     |
| De Leemkuil                                                             | "Kasteel, buitenplaats"              | 1909                                                                                       |                                        | Keijenbergseweg 10                               | 51° 59' 35" NB, 5° 42' 32" OL | 522214 | Meer afbeeldingen     |
| Pompgebouw                                                              | Gemaal                               | 1927-1929                                                                                  |                                        | Pabstsendam bij 2                                | 51° 57' 41" NB, 5° 39' 33" OL | 522215 | Meer afbeeldingen     |
| Steenoven De Plasserwaard                                               | Industrie                            | 1930                                                                                       | A. van de Koppel                       | Aan de Rijn 15                                   | 51° 56' 50" NB, 5° 37' 56" OL | 526109 | Meer afbeeldingen     |
| 40 proefvakken bij het Laboratorium voor Microbiologie                  | Tuin, park en plantsoen              | 1915-1925                                                                                  |                                        | Hesselink van Suchtelenweg bij 4                 | 51° 57' 59" NB, 5° 40' 46" OL | 526336 | Meer afbeeldingen     |
| Laboratorium voor Landmeetkunde                                         | Onderwijs en wetenschap              | 1948-1953                                                                                  | Frants Edvard Röntgen                  | Hesselink van Suchtelenweg 6A/B                  | 51° 57' 57" NB, 5° 40' 46" OL | 530912 | Meer afbeeldingen     |
| Proefboerderij                                                          | Onderwijs en wetenschap              | 1954                                                                                       | P.H.N. Briët, J. Bleeker en A. Wijtzes | Haarweg 12                                       | 51° 58' 1" NB, 5° 38' 42" OL  | 532052 | Meer afbeeldingen     |

Aalten ·
Apeldoorn ·
Arnhem ·
Barneveld ·
Berg en Dal ·
Berkelland ·
Beuningen ·
Bronckhorst ·
Brummen ·
Buren ·
Culemborg ·
Doesburg ·
Doetinchem ·
Druten ·
Duiven ·
Ede ·
Elburg ·
Epe ·
Ermelo ·
Harderwijk ·
Hattem ·
Heerde ·
Heumen ·
Lingewaard ·
Lochem ·
Maasdriel ·
Montferland ·
Neder-Betuwe ·
Nijkerk ·
Nijmegen ·
Nunspeet ·
Oldebroek ·
Oost Gelre ·
Oude IJsselstreek ·
Overbetuwe ·
Putten ·
Renkum ·
Rheden ·
Rozendaal ·
Scherpenzeel ·
Tiel ·
Voorst ·
Wageningen ·
West Betuwe ·
West Maas en Waal ·
Westervoort ·
Wijchen ·
Winterswijk ·
Zaltbommel ·
Zevenaar ·
Zutphen